# Kiss (revista)
Kiss (キス, Kisu) é uma revista mensal japonesa de mangás josei publicada pela Kodansha. A primeira edição da revista foi publica em 1992, começando com edições mensais e então quinzenais. Em 2013 as edições da Kiss voltaram a ser publicadas mensalmente.

## Séries atuais
| Título da série                                           | Autor             | Início            |
| --------------------------------------------------------- | ----------------- | ----------------- |
| Blue Bird Blue (ブルーバード ブルー)                      | Kusuda Natsuko    | Março de 2012     |
| Gin no Spoon (銀のスプーン)                               | Ozawa Mari        | Julho de 2010     |
| Ginban Kishi (銀盤騎士)                                   | Ogawa Yayoi       | Setembro de 2012  |
| Kakafukaka (カカフカカ)                                   | Ishida Takumi     | Outubro de 2013   |
| Koiiji (こいいじ)                                         | Shimura Takako    | Agosto de 2014    |
| Kominka Biyori (コミンカビヨリ)                           | Takasuka Yue      | Outubro de 2011   |
| Kotokoto Karutetto (ことこと かるてっと)                  | Kusada Natsuko    | 2009              |
| Kuragehime (海月姫)                                       | Higashimura Akiko | Outubro de 2008   |
| Maison de Nagaya-san (メゾン de 長屋さん)                 | Hiura Satoru      | 2010              |
| Michite mo Kakete mo (満ちても欠けても)                   | Mizutani Fuuka    | Fevereiro de 2012 |
| Namidaame to Serenade (涙雨とセレナーデ)                  | Kawachi Haruka    | Novembro de 2014  |
| Nanatsuya: Shinobu no Housekibako (七つ屋 志のぶの宝石匣) | Ninomiya Tomoko   | Novembro de 2013  |
| Nekojou Mu-Mu (猫嬢ムーム)                                | Kyou Machiko      | Setembro de 2014  |
| Ohitorisama Monogatari (おひとり様物語)                   | Tanikawa Fumiko   | Novembro de 2006  |
| Perfect World (パーフェクトワールド)                      | Aruga Rie         | Março de 2014     |
| Tokyo Tarareba Musume (東京タラレバ娘)                    | Higashimura Akiko | Março de 2014     |
| Toumei na Yurikago (透明なゆりかご)                       | Okita Bakka       | Dezembro de 2013  |
| Usagi Tantei Monogatari (うさぎ探偵物語)                  | Nagasaki Takashi  | Junho de 2012     |

## Séries finalizadas
- Nodame Cantabile
- Kimi wa Pet
- IS: Otoko demo Onna demo nai Sei
- Hotaru no Hikari
- Kiss & Never Cry
- Baby Pop
- Candy Life
- Tokyo Marble Chocolate
- Love Rerun
- Tokyo Alice
- Mikake no Nijuusei
- Nigeru wa Haji daga Yaku ni Tatsu
- Daisy Luck
- GREEN - I Wish to be a Farmer’s Wife
- Honya no Mori no Akari
- 1/2 no Ringo
- Kanna-san Daiseikou desu!
- Watashi no Sensei
- Kekko Kenkou Kazoku
- Umi to Dolittle
- Koi no Unifura
- Babysitter Gin!
- Konna Otoko ni Te wo dasu na!
- Noda to Moushimasu.
- Bishin ni Hizamazuke!
- Barairo no Seisen
- Nee, Honey Shiranai no?
- Sekai de Ichiban Yasashii Ongaku
- Takamanohara ni Kamuzumarimasu
- Urara
- Easy Writer
- Ichigoda-san no Hanashi
- Saudade
- Non de Poan
- Okawari Non de Poan
- Osorubeshi!!! Otonashi Karen-san
- Seikimatsu Lovers